# Тенси, Стефани
Стефани Тенси (Росел Абгар; нидерл. Stephanie Tency;  Амстелвен, Амстердам, Нидерланды, 12 декабря 1990 года) — голландская актриса, телеведущая, модель. Победительница конкурса Мисс Нидерланды в 2013 году. Представляла свою страну на конкурсе «Мисс Вселенная 2013». В конце 2014 года она прекратила карьеру модели, чтобы открыть собственный бизнес под названием Tency Productions. Она снимает программы для голландского коммерческого телеканала RTL 4. 
Отец — Абгар армянин, мать наполовину немка, наполовину индонезийка.